# Brian Grant (regista)
Brian Grant (...) è un regista britannico specializzato in videoclip.
Tra i molti artisti di cui ha diretto i videovi sono Olivia Newton-John, Donna Summer, Peter Gabriel, Queen, The Human League, Rod Stewart, Tina Turner, Aretha Franklin, Dolly Parton, Kim Wilde, Whitney Houston, Spandau Ballet e i Duran Duran.